# Fitotecnia
La Fitotecnia del griego, fito- o -fita, que significa planta o vegetal y tecnia que significa técnica, es la materia que, basándose en conocimientos científico técnicos de las distintas disciplinas científicas, investiga los fundamentos biológicos, edáficos, climáticos, sanitarios y técnicos para optimizar la producción de cultivos; los aplica en forma armónica para obtener productos vegetales, útiles al ser humano, en las mejores condiciones económicas, ecológicas y de respeto al medio ambiente.
Su principal objetivo es conocer los principales factores climáticos, edáficos y biológicos, que controlan la actividad de las plantas y su influencia sobre ellas para, de esa forma, ser capaces de utilizar técnicas que modifiquen los factores y mejoren la producción.

## Método
La salud vegetal de las plantas cultivadas no solo está condicionada por la mejora vegetal, sino que también tiene mucho que ver con el manejo que el ser humano realiza del cultivo. La utilización de herbicidas, plaguicidas, fertilizantes o fertimejorantes, tanto químicos de síntesis como de origen orgánico, es una forma de sustitución de los mecanismos innatos que las plantas cultivadas tienen para mantenerse en buen estado de salud frente a condiciones ambientales adversas de todo tipo. Muchos de estos productos químicos que utilizamos para proteger a los cultivos, acaban sustituyendo o evitando la aparición de mecanismos innatos de autodefensa.